# Rater de Samoa
El rater de Samoa (Myotis insularum) és una espècie de ratpenat de la família dels vespertiliònids que es troba a Samoa i a la Samoa Nord-americana. Se'l coneix a partir d'un únic exemplar, l'holotip d'aquesta espècie.